# Corti circuiti erotici
Corti circuiti erotici è un film a episodi del 1999.
I dodici corti che lo compongono sono stati diretti da Francesco Dominedò (SCTMV (sono come tu mi vuoi)), Stefano Soli (Specchio, specchio delle mie brame), Roy Stuart  (Giulia), Enrico Bernard (Benedetta trasgressione!), Massimo Di Felice (Quattro), Roberto Gandus (Voyeur), Walter Martyn Cabell (Stringimi forte i polsi), Nello Pepe (La coccinella), Silvia Rossi (Fine settimana a Lecco), Nicolaj Pennestri (Sogno), Andrea Prandstraller (L'ultimo metrò), Massimiliano Zanin (Rapporti impropri). I realizzatori sono scelti e coordinati da Tinto Brass, che appare in un cameo in ognuno degli episodi.

## Distribuzione
I dodici cortometraggi sono stati realizzati nel 1998 e poi inizialmente riuniti in quattro volumi, dal titolo Tinto Brass presenta Corti circuiti erotici, distribuiti dalla Eagle Pictures. Minerva Pictures li ha poi riuniti in un unico cofanetto contenente due DVD, intitolato Corti circuiti erotici.